# العلاقات الآيسلندية المجرية
العلاقات الآيسلندية المجرية هي العلاقات الثنائية التي تجمع بين آيسلندا والمجر.

## مقارنة بين البلدين
هذه مقارنة عامة ومرجعية للدولتين:
| وجه المقارنة                                              | آيسلندا          | المجر                                                       |
| --------------------------------------------------------- | ---------------- | ----------------------------------------------------------- |
| المساحة (كم2)                                             | 103.00 ألف       | 93.04 ألف                                                   |
| عدد السكان (نسمة)                                         | 317.35 ألف       | 9.78 مليون                                                  |
| الكثافة السكانية (ن./كم²)                                 | 3.08             | 105.12                                                      |
| العاصمة                                                   | ريكيافيك         | بودابست                                                     |
| اللغة الرسمية                                             | اللغة الآيسلندية | لغة مجرية                                                   |
| العملة                                                    | كرونة آيسلندية   | فورنت مجري                                                  |
| الناتج المحلي الإجمالي (بليون دولار)                      | 23.91 مليار      | 139.14 مليار                                                |
| الناتج المحلي الإجمالي (تعادل القوة الشرائية) بليون دولار | 15.79 مليار      | 260.42 مليار                                                |
| الناتج المحلي الإجمالي الاسمي للفرد دولار أمريكي          | 50.17 ألف        | 12.36 ألف                                                   |
| الناتج المحلي الإجمالي للفرد دولار أمريكي                 | 46.55 ألف        | 25.07 ألف                                                   |
| مؤشر التنمية البشرية                                      | 0.899            | 0.828                                                       |
| رمز المكالمات الدولي                                      | +354             | +36                                                         |
| رمز الإنترنت                                              | .is              | .hu                                                         |
| المنطقة الزمنية                                           | 00، أوروبا/لندن ‏ | ت ع م+01:00، ت ع م+02:00، أوروبا/بودابست ‏، توقيت وسط أوروبا |

## منظمات دولية مشتركة
يشترك البلدان في عضوية مجموعة من المنظمات الدولية، منها:
| علم المنظمة | اسم المنظمة                               | تاريخ انضمام آيسلندا | تاريخ انضمام المجر |
| ----------- | ----------------------------------------- | -------------------- | ------------------ |
|             | وكالة ضمان الاستثمار متعدد الأطراف        | 25 سبتمبر 1998       | 21 أبريل 1988      |
|             | منظمة التعاون الاقتصادي والتنمية          | ?                    | 7 مايو 1996        |
|             | الأمم المتحدة                             | 19 نوفمبر 1946       | 14 ديسمبر 1955     |
|             | الفريق المعني برصد الأرض                  | ?                    | ?                  |
|             | منظمة حظر الأسلحة الكيميائية              | ?                    | ?                  |
|             | منظمة التجارة العالمية                    | ?                    | 1995               |
|             | منظمة الشرطة الجنائية الدولية             | ?                    | ?                  |
|             | منظمة الأمن والتعاون في أوروبا            | 25 يونيو 1973        | 25 يونيو 1973      |
|             | مؤسسة التنمية الدولية                     | 19 مايو 1961         | 29 أبريل 1985      |
|             | حلف شمال الأطلسي                          | 4 أبريل 1949         | 12 مارس 1999       |
|             | نظام تحكم تكنولوجيا القذائف               | 1993                 | 1993               |
|             | يونسكو                                    | 8 يونيو 1964         | 14 سبتمبر 1948     |
|             | مجلس أوروبا                               | ?                    | 6 نوفمبر 1990      |
|             | الاتحاد البريدي العالمي                   | ?                    | ?                  |
|             | البنك الدولي للإنشاء والتعمير             | 27 ديسمبر 1945       | 7 يوليو 1982       |
|             | اتفاقية السماوات المفتوحة                 | ?                    | ?                  |
|             | الاتحاد الدولي للاتصالات                  | 1 أكتوبر 1906        | 1866               |
|             | مؤسسة التمويل الدولية                     | 20 يوليو 1956        | 29 أبريل 1985      |
|             | المركز الدولي لتسوية المنازعات الاستشارية | 14 أكتوبر 1966       | 6 مارس 1987        |
|             | مجموعة أستراليا                           | 1993                 | 1993               |
|             | مجموعة الموردين النوويين                  | ?                    | ?                  |

## وصلات خارجية
- موقع وزارة الخارجية الآيسلندية
- موقع وزارة الخارجية المجرية